# Lajstrygonowie
Lajstrygonowie – legendarne plemię olbrzymów zamieszkujących Telepylę, utożsamianą przez starożytnych Greków z którymś z regionów Sycylii bądź z Formią w Lacjum w Italii. Opisany przez Homera w eposie Odyseja w rozdziale 10. Lajstrygonowie byli ludożercami – zatopili 11 okrętów Odyseusza, pożerając ich załogi. Odyseusz uciekł chroniąc się na ostatnim z okrętów. Telepyla była krainą białych nocy.